# Derek Fell
Derek Fell (* 28. September 1939 in Morecambe, England; † 18. Juli 2019 in Bucks County, Pennsylvania) war ein englischer Fotograf und Autor von Büchern über Reisen, Kunst und Gärten.

## Leben
Fell erhielt seine Ausbildung in England und arbeitete drei Jahre lang als Zeitungsreporter für die Shrewsbury Chronicle Group bevor er anschließend sieben Jahre lang für den größten Saatzuchtbetrieb Englands arbeitete. In diesen Jahren fing er mit der Fotografie als Hobby an, die sich dann mit der Zeit zum Broterwerb entwickelte.
1964 wurde Fell nach Pennsylvania eingeladen, um dort als Fotograf am Katalog der Firma Burpee Seeds in Doylestown, Bucks County mitzuarbeiten. Nach weiteren sechs Jahren wurde er Direktor der nationalen Samenversuchsanstalt der USA. Er gestaltete mehr als 60 Bücher und Kalender über Gärten, die zum Teil auch in deutscher Sprache vorliegen. Sein Archiv mit mehr als 150.000 Aufnahmen fand häufig Verwendung in anderen Publikationen.
Eine weitere Tätigkeit war für Fell der Entwurf und die Gestaltung von Gartenanlagen, so zum Beispiel die Magnolia Plantation and Garden im Charleston County in South Carolina in den USA. Er hielt weiterhin Vorträge in verschiedenen Museen des Landes und schreibt Beiträge für Architektur- und Gartenzeitschriften, so für das Magazin der Royal Horticultural Society in Großbritannien.
Fell war verheiratet. Das Paar hatte drei erwachsene Kinder, die alle künstlerische Berufe haben. Sein Wohnsitz in Pennsylvania, die Cedaridge Farm, in Bucks County stand der Öffentlichkeit für Führungen zur Verfügung.
Fell starb im Juli 2019 im Alter von 79 Jahren an den Folgen einer Darmkrebs-Erkrankung.

## Veröffentlichungen
- Annuals: Growing and Design Tips of 200 Favourite Flowers. Friedman/Fairfax, New York City, USA 1996, ISBN 1-567993729.
- Bulb Gardening with Derek Fell: Practical Advice and Personal Favorites from the Best-Selling Author and Television Show Host. Friedman/Fairfax Publishers, New York City, USA 1997, ISBN 1-567993958.
- Water Gardening for Beginners. Friedman/Fairfax, New York City, USA 2000.
- Cacti. Creative Education, Mankato, Minnesota, USA 2000, ISBN 1-583410007.
- Campbell Island: Land of the Blue Sunflower. David Bateman, Auckland, New Zealand 2003.
- Cézanne's Garden. Simon & Schuster, New York City, USA 2004.
- The Magic of Monets Garden. His Planting Plans and Color Harmony. Firefly, 2007, ISBN 978-1-86953-645-9.
- The Gardens of Frank Lloyd Wright, Introduction by James van Sweden. Frances Linden 2009, ISBN 978-0-7112-2967-9.
  - Die Gärten des Frank Lloyd Wright, Edition Delius. Delius Klasing Verlag, Bielefeld 2010, ISBN 978-3-7688-2683-9.
- mit Wolfgang Oehne und John Greenlee: The Encyclopedia of Ornamental Grasses. How to Grow and Use over 250 Beautiful and Versatile Plants. Rodale Books, Emmaus (Pennsylvania), USA 2010, ISBN 978-0-875961002.